# El amor menos pensado
El amor menos pensado és una pel·lícula argentina de comèdia romàntica, protagonitzada per Ricardo Darín i Mercedes Morán, coescrita i dirigida per Juan Vera i produïda per Patagonik Film Group. Es va estrenar el 2 d'agost de 2018.

## Sinopsi
En Marcos (Ricardo Darín) i l'Ana (Mercedes Morán) són un matrimoni que porta 25 anys junts. No obstant això, el dia en què el seu fill se'n va a estudiar a Espanya, es troben enfront del buit que s'anava obrint gairebé imperceptible entre tots dos i en una conversa més o menys espontània s'adonen que ja no tenen res que els sostingui com a parella. No és que es barallin o es portin malament; la passió hauria començat a extingir-se i com que no saben com reaccionar, decideixen separar-se. A partir d'aquest moment, comencen a viure la seva solteria a partir d'un esdevenir de desventures amoroses a través de xarxes digitals.

## Producció
La cinta es va presentar en el Festival de Canes en el marc del Marché du Film, destinat a negociacions de producció i venda de drets internacionals per a la distribució, on la cinta va aconseguir gràcies a la companyia de vendes FilmSharks nombroses vendes en països d'Amèrica, Europa i Àsia.